# Xian de Pingle
Le xian de Pingle (平乐县 ; pinyin : Pínglè Xiàn) est un district administratif de la région autonome du Guangxi en Chine. Il est placé sous la juridiction de la ville-préfecture de Guilin.

## Démographie
La population du district était de 418 501 habitants en 2010.